# Frank Bernard Dicksee
Frank Bernard Dicksee, né le 27 novembre 1853 à Londres et mort le 17 octobre 1928 dans la même ville, est un peintre et illustrateur anglais, surtout connu pour ses tableaux de drames historiques et de scènes légendaires. Il est aussi remarqué comme peintre de portraits féminins de mode, ce qui contribue à lui faire connaître le succès à son époque. Bien qu'il ne fasse pas partie de la Confrérie des préraphaélites, on peut considérer plusieurs des peintures de Dicksee comme préraphaélites par leur style. Il crée plusieurs tableaux pour representer les poèmes et les œuvres de Ronsard, et d'autres poètes.
Le père de Frank Dicksee est lui-même peintre, et c'est lui qui apprend à Frank, comme à son frère Herbert et à sa sœur Margaret, à peindre dès leur jeune âge. Frank est aussi le cousin du peintre Herbert Dicksee. Dicksee s'inscrit à la Royal Academy en 1870 et connait un succès rapide. Il est élu membre de l'Academie royale en 1891 et en devient le Président en 1924, jusqu'à sa mort quatre ans plus tard. Il est élu Chevalier en 1925, et nommé membre de l'Ordre royal de Victoria (Royal Victorian Order) par le roi George V en 1927.
Frank Dicksee peint, en 1893, Les funérailles d'un Viking, tableau qui se trouve aujourd'hui encore à la Galerie d'art de la ville de Manchester, où il est présenté en 1928, lorsque Dicksee meurt. Les critiques d'art de l'époque victorienne en ont donné des commentaires positifs et négatifs : positifs, pour sa perfection vue comme un joyau, et négatifs pour sa mise en scène spectaculaire et quelque peu théâtrale. Ce tableau a été utilisé par le groupe de Black metal suédois Bathory pour la couverture de son album Hammerheart, sorti en 1990.

Roméo et Juliette (1884)
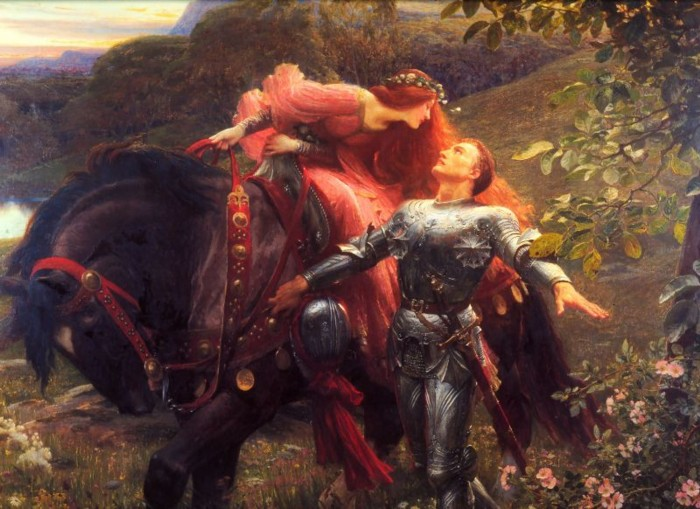
La belle dame sans merci (v. 1890)
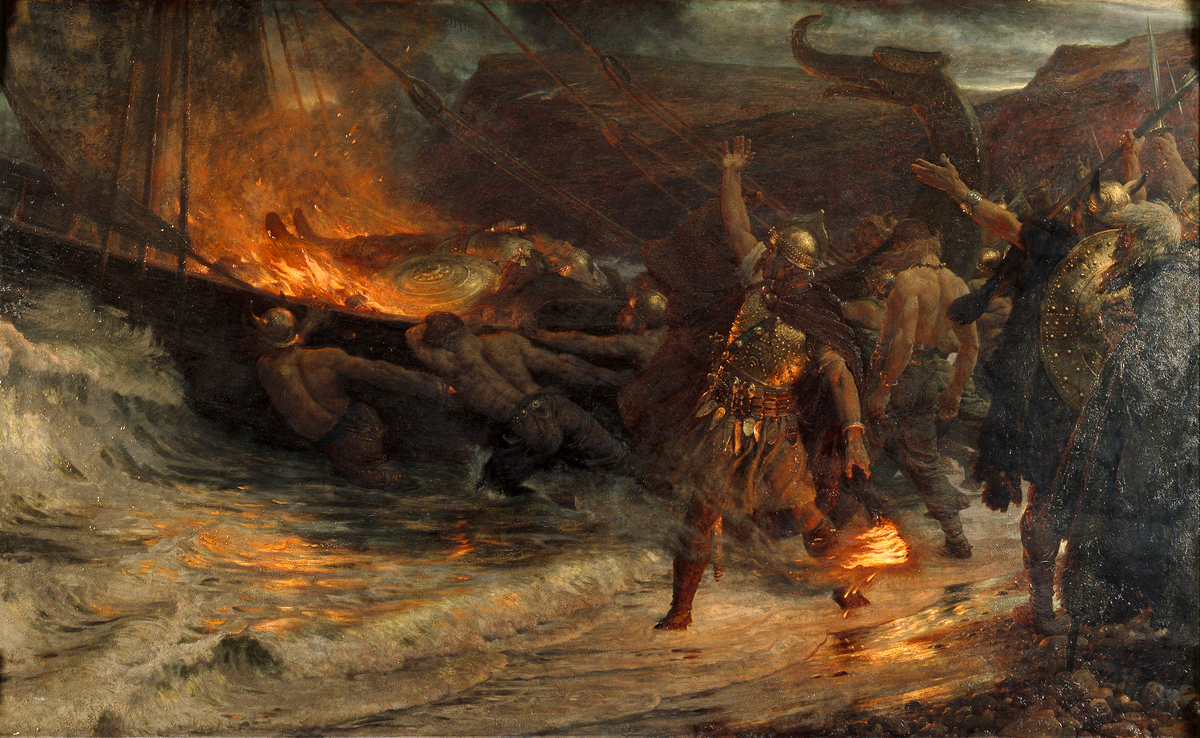
Les funérailles d'un Viking (1893)
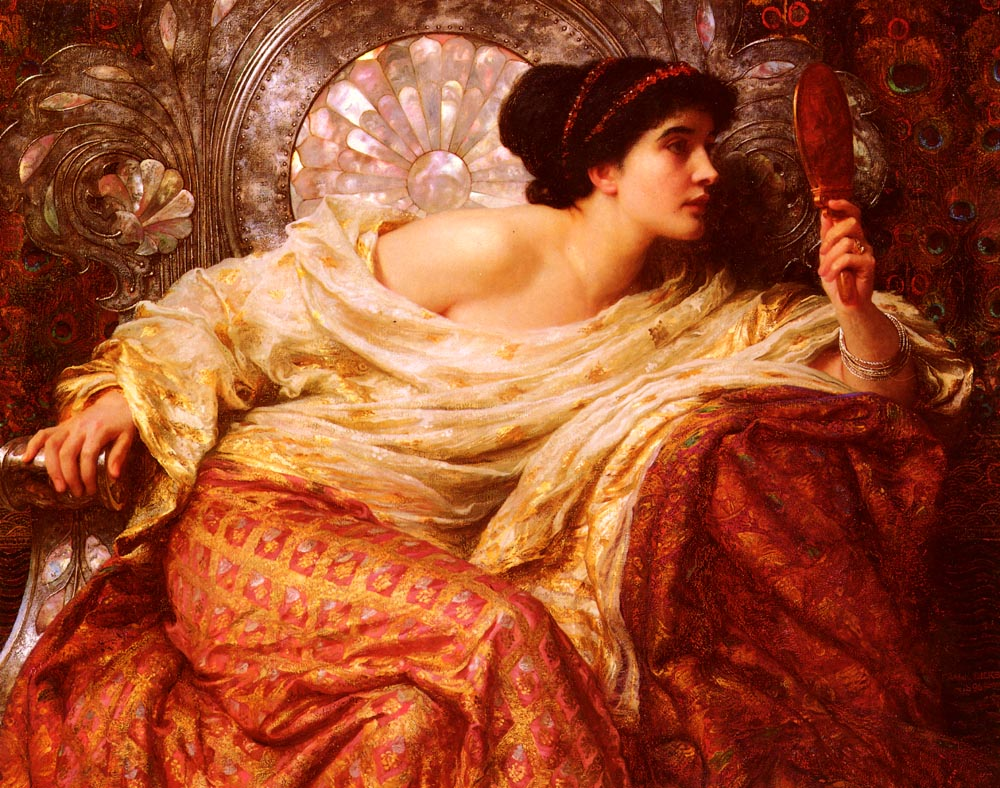
Le miroir (1896)

## Distinctions
- Membre de la Royal Academy (RA - 1891)[1]
- Président de la Royal Academy (PRA - 1924)[2]
- Chevalier (Knight Bachelor - 1925)[3]
- Chevalier commandeur de l'Ordre royal de Victoria (KCVO - 1927)[4]